# Трегуб Микола Іванович
Мико́ла Іва́нович Трегу́б (Тригу́б) (*20 березня 1943, с. Михайлівка — †23 березня 1984, Київ) — український художник-новатор, представник постмодернізму в Україні. За радянських часів перебував у андеграунді. Роботи зберігаються Національному художньому музеї України та приватних колекціях в Україні й за кордоном.

## Життєпис

М.Трегуб. Юрасеві в урочий момент. К.,о.,зм.техніка,1983, НХМУ

Народився під час другої світової війни. Батько загинув на фронті, не побачивши сина, мати працювала в колгоспі. Батьки матері Ярини Махлай та четверо її братів і сестер загинули під час Голодомору. Жили скрутно. Проте Микола опікувався материною турботою, рано почав малювати. Хворів на сухоти, деякий час лікувався й працював у Криму, після чого одужав. Там писав перші живописні твори, насичені кольором і сповнені південного світла.
Підлітком виїхав до Києва до тітоньки Ганни, яка допомогла йому отримати освіту. Закінчив Київське художньо-ремісниче училище № 16 за спеціальністю альфрейний живопис у 1962. Разом із Миколою Стратілатом, який також навчався у Київському училищі № 16, робів замальовки місць, де перебував Тарас Шевченко та інших мальовничих куточків України.
Мріючи стати художником, займався самоосвітою, навчався в ізостудії при заводі «Більшовик» Григорія Хусіда. Створив групу New Bent (в якій також були Вудон Баклицький і Володимир Борозенець, який згодом відокремився). Наприкінці 60-х вони влаштовували виставки у порожньому Цегляному заводі. Якийсь час працював вантажником на кіностудії ім. Довженка. Згодом працював художником в Інституті археології Академії наук (1975—1984), де він приятелював із співробітниками Інституту поетом Борисом Мозолевським і кобзарями Миколою Товкайлом та Миколою Будником, з якими поділяв погляди на долю України.
У 1977 році брав участь у виставці неформального об'єднання «Рух», де про себе заявили  митці:  М. Трегуб,  В.Баклицький, М. Залевський, О.Костецький, О. Голуб,  В. Богуславський, Михайло Жуков та інші.. Офіційних виставок не було, доводилось показувати роботи у непристосованих для експозицій приміщеннях та у квартирах київської інтелігенції, як от у Леоніда Нефедьєва. У 1978 році Микола підготував експозицію виставки на квартирі у Юрія Смирного, друга- шістдесятника, але вона не відбулася через те, що картини було заарештовано й відправлено до КДБ. Друзі й керівництво Інституту Археології клопотали за долю художника, і роботи було повернуто. Втім, це дуже негативно вплинуло на душевний стан Трегуба.
1984 року наклав на себе руки, перед тим знищивши частину своїх робіт. Похований на міському кладовищі «Лісне» (ділянка 17, ряд 17, м.10).
Був двічі одружений, залишив двох синів — Володимира (н.1972) й Мирослава (н.1978).

## Творчість
Разом з найкращим другом художником Вудоном Баклицьким писали етюди на пленері, ділилися фарбами, читали вірші. За свідченням знайомих, у повсякденному житті Микола розмовляв лише українською, а його друг —російською. Духовною підтримкою М.Трегуба були «захалявні» книжки (які тоді ховалися, оскільки були заборонені) улюблених українських поетів. Він нерідко цитував твори Євгена Плужника, Миколи Зерова, Василя Стуса не тільки вголос, а й карбував на своїх творах.
Творча манера художника будувалася спонтанно й асоціативно, підкоряючись лише внутрішньому стану майстра, неначе музика або вірш. Враження від побаченого (обличчя, церкви, дерева, квіти тощо) М.Трегуб компонував частково лінійно-кольоровими,абстрактними засобами виразності. Інколи вважав за потрібне вмонтувати в роботу букви — рядки з віршів або загадковий набір літер, що характерно для концептуального мистецтва. Паралельно з живописом колажував: приклеював до композиції деякі предмети, фотографії, солому тощо. Так, фраза «Відшукування потойбічних сфер» (прихована цитата з вірша Є.Плужника) колажується разом з церковною будівлею та ритмізованими мазками фарби, що нагадують структуру рядна або килимка (до серії «килимків» входило чимало цікавих робіт). «Ти пам'ятаєш той шлях, де проходила наша Юність?», — ці рядки М.Хвильового можна прочитати на аркушах «Бузкового циклу» (1983), одного з останніх у житті художника.
Себе й свої твори Микола відчував як частку Всесвіту, яка не має меж і яка все бачить, тому був чесним перед собою і людьми, не визнаючи фальшу й брехні. Чимало його творів багатошарові, мають не лише одну поверхню для споглядання, а й приховану, вклеєну всередині, навіть на звороті. «Воно своє окаже», — часто примовляв художник. Картина у нього була не завжди прямокутною — то поріже її на частки, то надасть якоїсь химерної форми, — вона була для нього як жива вільна істота. Друзі розповідають, як Микола усіх здивував під час спільної прогулянки до лісу. У кого з собою був м'яч, у кого термос та їжа, а в Миколи — торба з картинами й малюнками (в основному на твердому оргаліті). Митець розклав їх на галявині і пояснив: «Нехай подихають, побачать сонечко».
Перебування в андеґраунді переживав болісно, як і всю ненормальність часів застою. «Я зробився всього-на-всього … малярем цієї жахливої доби, старчихи цієї…Проклята дійсність, стушованість граней і позбивані джерела… Створились вигідні умови для загибелі всього українського малярства», — писав художник в одному з листів 1976 року. Він мріяв про вільне, політично незаангажоване мистецтво і своєю працею довів, що таке можливе за будь-яких умов. Довів ціною свого життя, завчасно перервавши його 23 березня 1984 року, не витримавши протистояння сам на сам «жахливій добі», перед тим знищивши частину своїх робіт. Перед смертю у відчаї написав: «Я знищив у себе все людське. Я більше не відчуваю себе людиною.»
Творчий доробок художника налічує понад 1000 робіт, виконаних у змішаній техніці, де він сміливо експериментував, поєднуючи графічні прийоми з живописними, він також робив колажі, інсталяції, трафарети та ін. Більша частина творів знаходяться за кордоном у приватних колекціях Канади, Німеччини, Ізраїлю, Великої Британії, американському музеї Нью-Джерсі «Зіммерлі-арт-музеум». В Національному художньому музеї України зберігається понад два десятки його робіт, там у 2016 році відбулася ретроспективна виставка творів Миколи Трегуба в рамках проекту «Інша історія».